# Nová Ves (Ústí nad Labem)
Nová Ves (deutsch Neudörfel, auch Neudörfl) ist eine Grundsiedlungseinheit der Statutarstadt Ústí nad Labem (Aussig an der Elbe) in Tschechien. Zu dem Dorf gehörten ursprünglich die beiden Siedlungen Průčelí (Prutschel) und Sedlo (Sedl). Průčelí ist heute eingemeindet und wird nicht mehr eigenständig geführt, während Sedlo weiterhin als eigenständiger Bestandteil besteht.

## Geographische Lage
Das Dorf Nová Ves liegt eingebettet in ein Tal im Böhmischen Mittelgebirge und ist von mehreren Hügeln umgeben, darunter der Malý Ostrý (Kleine Wostrey), Vysoký Ostrý (Hohe Wostrey) und der höchste Punkt, Široký Vrch. Es befindet sich im Tertiär geprägt, vulkanisch geformten Gebiet und gehört zum Landschaftsschutzgebiet „Nová Ves“. Die Gemeinde wird sowohl als Siedlungseinheit, Katastergebiet als auch als Straßenname geführt. Das Katastergebiet umfasst 4,68 km² und schließt die Siedlung Sedlo (Sedl) ein. Zu den Nachbarorten zählen Střekov, Brná (Birnai), Sebuzín (Sebusein) im Westen, Kojetice (Kojeditz) im Osten sowie Malečov (Malschen) im Süden.

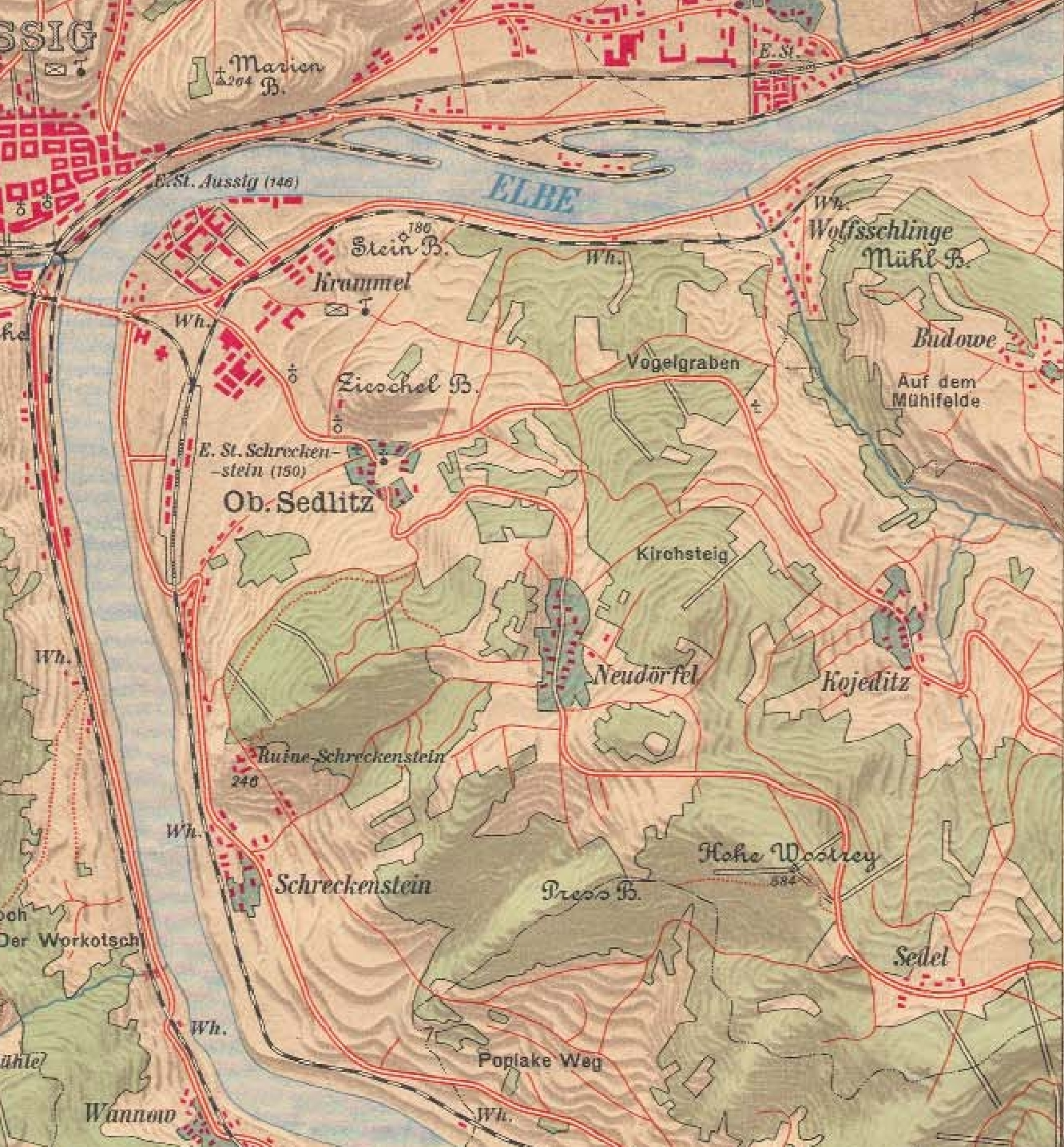
Karten – Ausschnitt von 1908

## Geschichte
Neudörfel wurde Anfang des 14. Jahrhunderts zur Versorgung der nahegelegenen Burg Schreckenstein gegründet und zeigte ursprünglich einen linearen Bebauungscharakter. 1383 wird der Ort als erbrechtlicher Besitz nach dem Tod von Václav von Wartenberg erwähnt, der Teil der Herrschaft Schreckenstein war, die bis ins 19. Jahrhundert bestand. Im Jahr 1603 bewirkte Wilhelm von Lobkowitz eine katholische Bekehrung der Dorfbewohner auf dem Dorfplatz unter der noch heute stehenden Linde. 1654 sind elf Bewohner und eine verlassene Hütte dokumentiert. 1787 werden zwei Häuser in der Prutschelschucht und die Siedlung Sedl als Teil von Neudörfel erwähnt. 1806 wurde die Kapelle der Heiligsten Dreifaltigkeit errichtet. Bis nach dem Zweiten Weltkrieg lebten hier überwiegend deutschsprachige Bewohner vom Obstbau und der Viehhaltung. Die Wiederbesiedlung nach der Vertreibung blieb unvollständig; viele Gebäude wurden durch den Aufschwung der Wochenendhäuser in der zweiten Hälfte des 20. Jahrhunderts erhalten. 1976 wurde Neudörfel nach Ústí nad Labem eingemeindet.

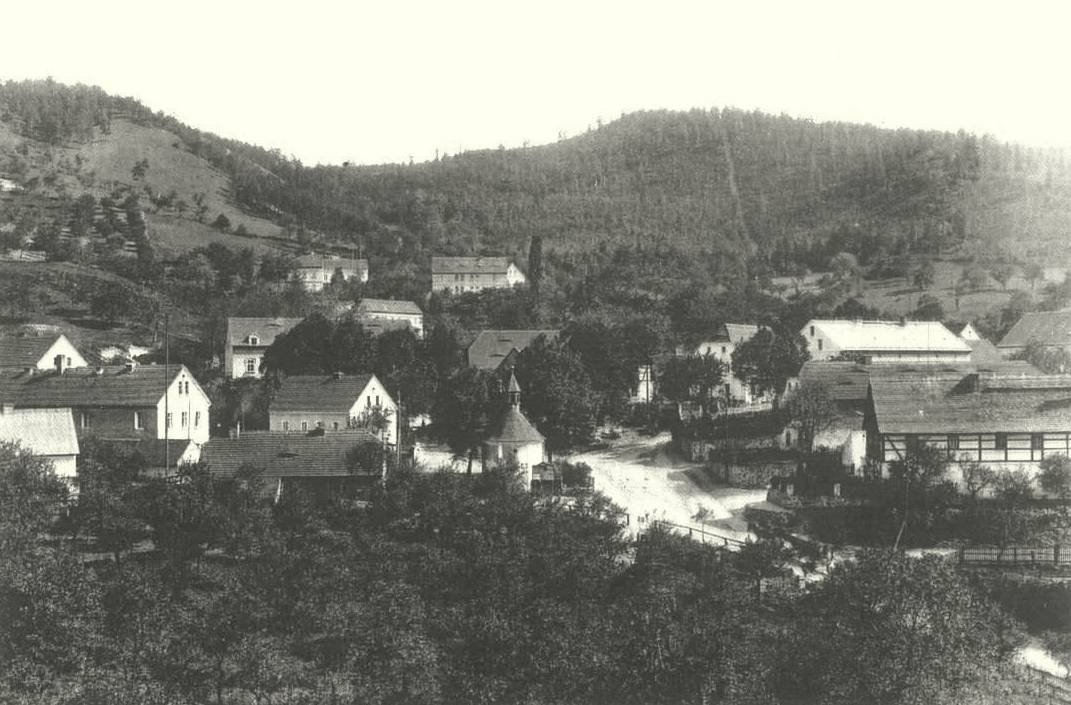
Blick auf Dorfmitte um 1900

## Name
In der Tschechischen Republik gibt es viele Dörfer mit dem Namen Nová Ves. Die Siedlung entstand als Hinterland der Burg Střekov und erhielt ihren Namen, um sie vom älteren Dorf Střekov zu unterscheiden. Im Gegensatz zu anderen Orten in der Region, wie etwa Nová Ves u Pláně, wurde ihr kein zusätzlicher Familien-, Fluss- oder Landschaftsname zugeordnet.

## Verkehr
Nová Ves ist über drei Straßen erreichbar: Die erste Straße, „Novoveská“, führt direkt aus Střekov. Die zweite verbindet Kojetice mit Nová Ves und wird von Buslinie 9 der Verkehrsgesellschaft Ústí nad Labem bedient. Die dritte Straße verbindet Nová Ves mit Sedlo und anschließend mit Malečov.

## Bevölkerung und Siedlungen

### Entwicklung der Ortschaft
| Jahr     | 1880 | 1900 | 1910 | 1921 | 1930 | 1950 | 2011 |
| -------- | ---- | ---- | ---- | ---- | ---- | ---- | ---- |
| Bewohner | 128  | 142  | 145  | 167  | 157  | 119  | 136  |
| Häuser   | 25   | 26   | 28   | 28   | 29   | 28   | 41   |

| Jahr     | 1880 | 1900 | 1910 | 1921 | 1930 | 1950 | 2011 |
| -------- | ---- | ---- | ---- | ---- | ---- | ---- | ---- |
| Bewohner | 30   | 32   | 27   | 45   | 38   | 7    | 5    |
| Häuser   | 4    | 4    | 5    | 5    | 6    | 3    | 3    |

### Siedlungen
Průčelí

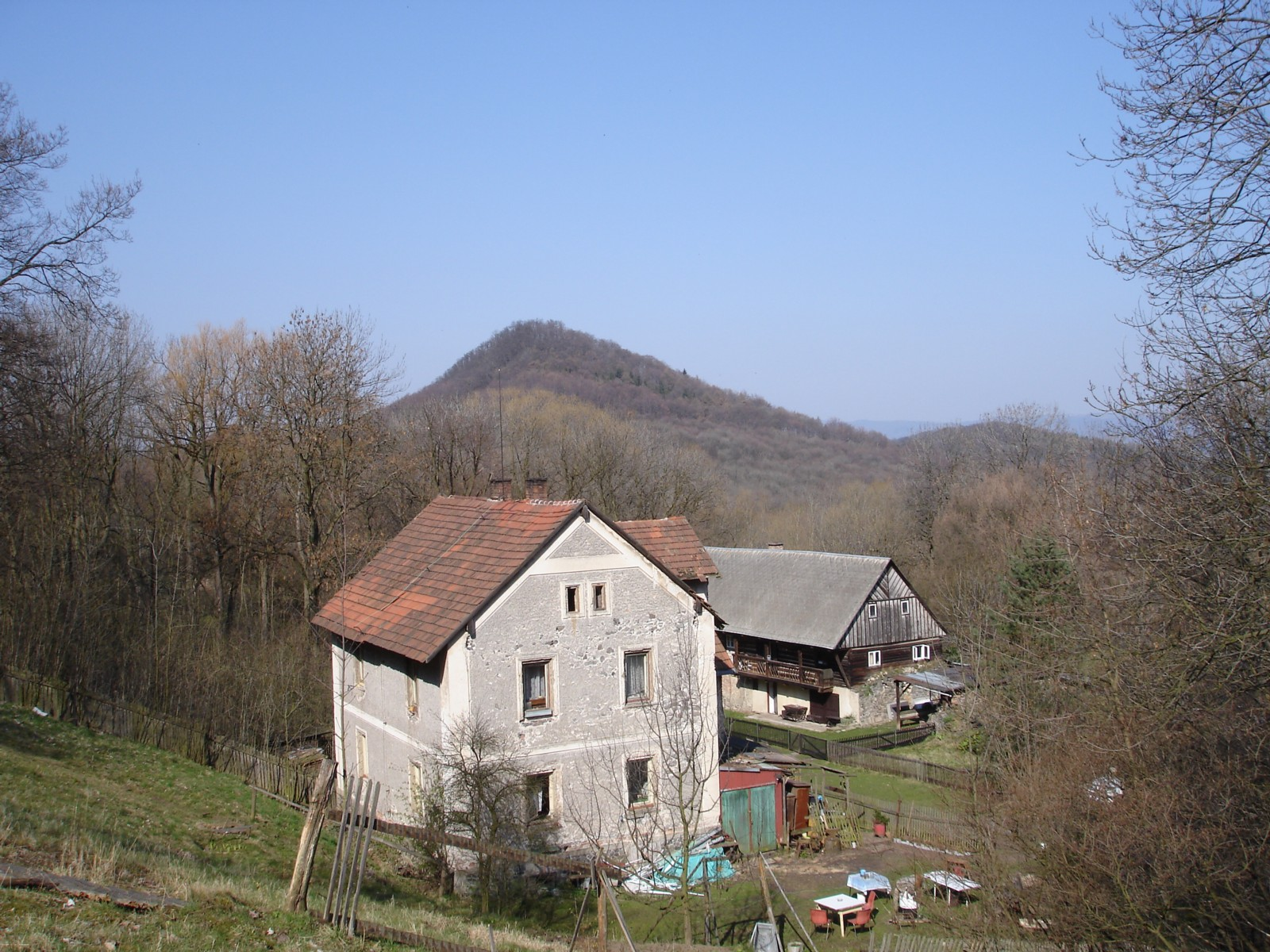
Die einstige Fürstlich-Lobkowitzsche Jägersiedlung Sedlo

Der Ort wurde 1499 zunächst als Waldgebiet (Próčele-Wald) erwähnt, bevor der Name Průčelí auf die spätere Siedlung übertragen wurde. Die Siedlung Průčelí entstand im Zuge von Rodungen und wurde 1787 erstmals mit zwei Häusern in der Prutschelschlucht urkundlich erwähnt. Bereits im 18. Jahrhundert war dort ein Gasthaus belegt. Der letzte Lehnsherr war die böhmische Adelsfamilie von Schwarzenberg. Im Jahr 1934 bestand Průčelí aus zwei Häusern mit 18 Einwohnern. Nach 1950 wurde die Siedlung eingemeindet.
Sedlo
Sedlo wurde bereits 1348 erstmals als Jagdhütte im Zusammenhang mit der Burg Schreckenstein und deren Allodialherrschaft erwähnt und blieb über die Jahrhunderte ein Meierhof und Jägersiedlung. In Kirchenmatrikeln des 17. und 18. Jahrhunderts erscheint der Ort auch als Zedl oder Zettel. Weitere urkundliche Erwähnungen datieren auf das Jahr 1787, in dem Sedlo als Bestandteil von Neudörfel erwähnt wird. Zudem beherbergte Sedl das Forsthaus der Familie Lobkowitz. Der letzte Eigentümer war Ferdinand Zdenko von Lobkowitz (1858–1938).

## Sehenswürdigkeiten

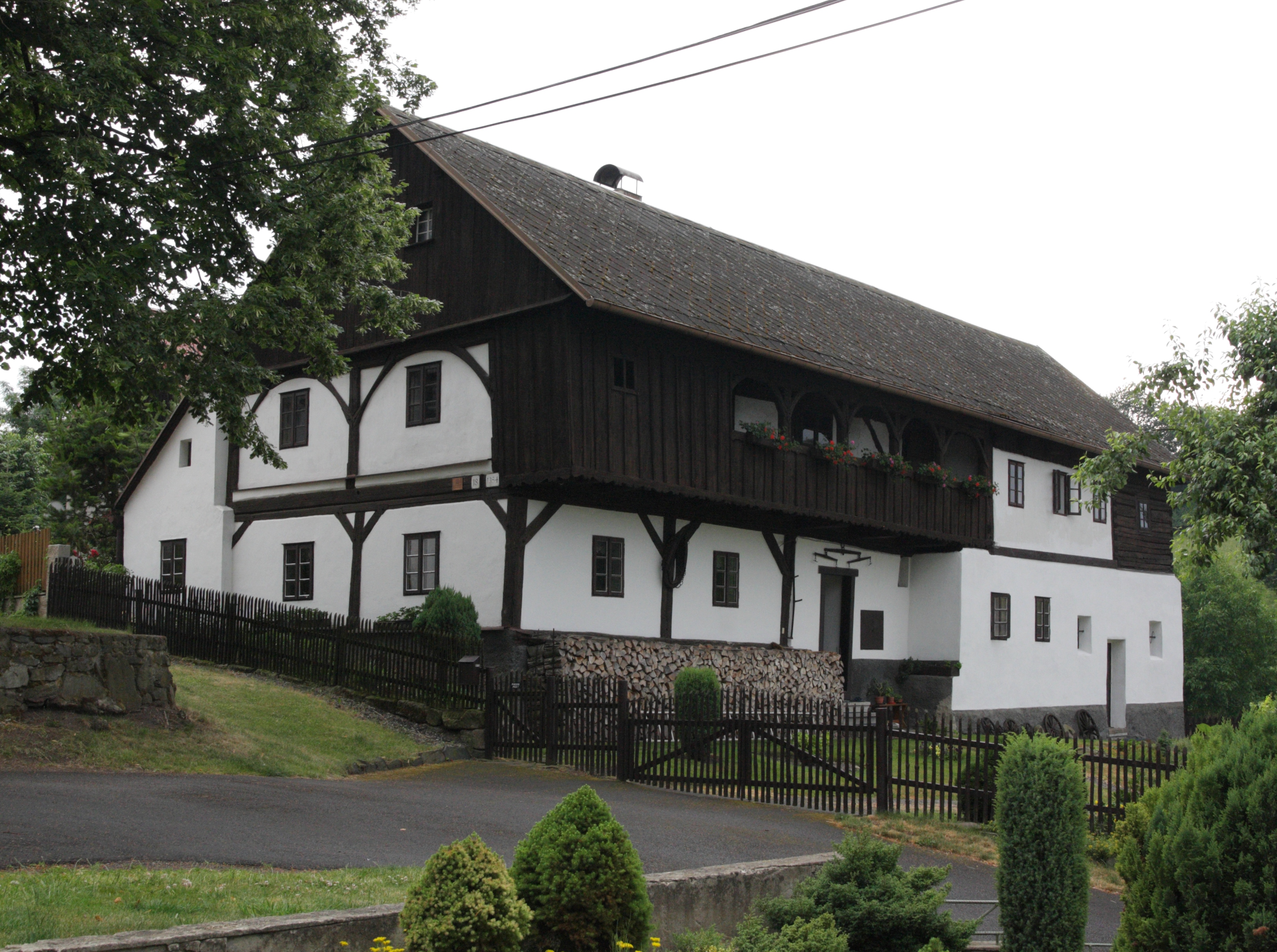
Umgebindehaus Nr. 1354/18

- Kapelle der Heiligsten Dreifaltigkeit, Sakralbau aus dem 19. Jahrhundert.
- Bauernhaus Nr. 13 (1351/13), Volksarchitektonisches Umgebindehaus aus dem 18. Jahrhundert.
- Bauernhaus Nr. 18 (1354/18), Volksarchitektonisches Umgebindehaus aus dem 18. Jahrhundert.
- Sommerlinde, Naturdenkmal aus dem 17. Jahrhundert.